# Hebiatría
La hebiatría (del griego ἥβη [hébe] ‘juventud’) es la rama de la medicina que estudia al adolescente y sus enfermedades. El término procede del griego héebee (‘pubertad’) e iatrea (‘curación’), pero sus fines son mucho más extensos que la mera curación de las enfermedades, ya que esta especialidad estudia al joven desde los diferentes aspectos: biológicos, psíquicos y sociales que influyen en el adolescente normal como también en el que padezca alguna enfermedad.
Esta especialidad es relativamente nueva en el campo de la medicina mundial y, en los países de habla hispana, ha experimentado un crecimiento acelerado en las últimas décadas, en vista de las circunstancias especiales de nuestros jóvenes.
La hebiatría trata a los adolescentes desde que empiezan los cambios de la pubertad (caracteres sexuales secundarios) hasta que se completa el desarrollo en los diferentes aspectos y se convierte en el adulto de la especie. Esto es aproximadamente de los 19 a los 24 años.  
Dentro de ella se distinguen tres periodos:
- El adolescente temprano (inicio del crecimiento rápido)
- adolescente medio (cambios de comportamiento y caracteres sexuales secundarios) y
- adolescente tardío (inicio de la independencia del joven de su familia)

La vida escolar y la preparación para escoger profesión u oficio es la actividad primordial de los adolescentes motivo por el cual la Hebiatría debe tratar los problemas psicosociales de los adolescentes para que se logre el desarrollo integral y así lograr ser el adulto sano de la especie humana
La hebiatría por lo tanto integra la salud física, escolar, social, sexual, reproductiva, deportiva e intelectual de los jóvenes y se alimenta desde el punto de vista operativo de otras especialidades como la medicina interna, ortopedia, psiquiatría, dermatología, ginecología etc.

## Historia
En la antigüedad ya se consideraba al adolescente como una persona susceptible de enfermedades diferentes a las del adulto y a las del niño en razón de los cambios que se producían en él, en especial desde el punto de vista psíquico, social y sexual. Pero no había una conciencia acerca de las enfermedades que podrían sufrir los adolescentes, pues no estaban considerados ni como niños ni como adultos y, además, no se conocía que muchas de las enfermedades crónicas del adulto se inician en esta época de la vida, como la artritis reumatoidea juvenil, la diabetes mellitus juvenil y otras o que se pueden prevenir desde el final de la infancia.
Es a partir del siglo XX cuando el Dr. Stanley Hall consideró esta franja como una etapa discreta del desarrollo humano y en 1904 describió en dos tomos que la adolescencia era una etapa de crisis y tumulto, creencia que desafortunadamente aún subsiste. Esto, junto con el advenimiento de las revoluciones de principios de siglo y luego las dos guerras mundiales (en donde los jóvenes eran quienes ponían su humanidad en los campos de batalla) llamó la atención de los médicos, psicólogos y sociólogos, para que se diera importancia a la salud de los jóvenes y desde entonces los servicios de salud de los diferentes países han incrementado programas para la salud del adolescente integrando a la hebiatría como su parte fundamental y centro de acción.